# Kernkraftwerk Taipingling
Das Kernkraftwerk Taipingling ist ein in Bau befindliches Kernkraftwerk im Kreis Huidong, bezirksfreie Stadt Huizhou, Provinz Guangdong, Volksrepublik China, das am Südchinesischen Meer liegt. Derzeit (Stand Juni 2025) sind drei Reaktorblöcke mit einer geplanten installierten Leistung von insgesamt 3600 MW in Bau.
Das Kraftwerk wird in drei Bauphasen errichtet; jede Phase besteht dabei aus der Errichtung von zwei Reaktorblöcken. Im Endausbau soll das Kraftwerk aus sechs Blöcken bestehen.

## Geschichte
Das Kraftwerksprojekt wurde 2011 genehmigt. Es sollten ursprünglich Reaktoren des Typs AP1000 zum Einsatz kommen; stattdessen werden jetzt Reaktoren des Typs HPR1000 verwendet. Die endgültige Baugenehmigung wurde am 25. Dezember 2019 erteilt.

## Phase 1
Die Phase 1 umfasst die Errichtung von zwei Reaktorblöcken mit jeweils einem Druckwasserreaktor (DWR) des Typs HPR1000. Die Kosten für die Errichtung der beiden Blöcke werden mit 41,2 Mrd. CNY (bzw. 6,1 Mrd. USD) angegeben.

### Block 1
Der Block 1 verfügt über einen DWR vom Typ HPR1000 mit einer Netto- bzw. Bruttoleistung von 1116 bzw. 1200 MWe; seine thermische Leistung liegt bei 3190 MWt.
Mit dem Bau von Block 1 wurde am 26. Dezember 2019 begonnen.

### Block 2
Der Block 2 verfügt über einen DWR vom Typ HPR1000 mit einer Netto- bzw. Bruttoleistung von 1116 bzw. 1202 MWe; seine thermische Leistung liegt bei 3190 MWt.
Mit dem Bau von Block 2 wurde am 15. Oktober 2020 begonnen.

## Phase 2
Die Phase 2 umfasst die Errichtung von zwei Reaktorblöcken mit jeweils einem Druckwasserreaktor (DWR) des Typs HPR1000. Die Genehmigung durch den Staatsrat erfolgte am 29. Dezember 2023.

### Block 3
Mit dem Bau von Block 3 wurde am 10. Juni 2025 begonnen.

## Eigentümer
Das Kraftwerksprojekt wird durch die CGN Huizhou Nuclear Power Co.,Ltd durchgeführt.

## Daten der Reaktorblöcke
Das Kernkraftwerk Taipingling hat zwei Blöcke (Quelle: IAEA, Stand: September 2022):
| Block | Reaktortyp | Modell  | Status    | Netto- leistung in MWe (Design) | Brutto- leistung in MWe | Therm. Leistung in MWt | Baubeginn  | Erste Kritikalität | Erste Netzsyn- chronisation | Kommer- zieller Betrieb (geplant) | Abschal- tung (geplant) | Einspeisung in TWh |
| ----- | ---------- | ------- | --------- | ------------------------------- | ----------------------- | ---------------------- | ---------- | ------------------ | --------------------------- | --------------------------------- | ----------------------- | ------------------ |
| 1     | PWR        | HPR1000 | In Bau    | 1116                            | 1200                    | 3190                   | 26.12.2019 | –                  | –                           | –                                 | –                       | –                  |
| 2     | PWR        | HPR1000 | In Bau    | 1116                            | 1202                    | 3190                   | 15.10.2020 | –                  | –                           | –                                 | –                       | –                  |
| 3     | PWR        | HPR1000 | in Bau    | 1100                            | 1200                    | 3190                   | 10.05.2025 | –                  | –                           | –                                 | –                       | –                  |
| 4     | PWR        | HPR1000 | Genehmigt | 1100                            | 1200                    | 3190                   | –          | –                  | –                           | –                                 | –                       | –                  |